# Kinderwhore

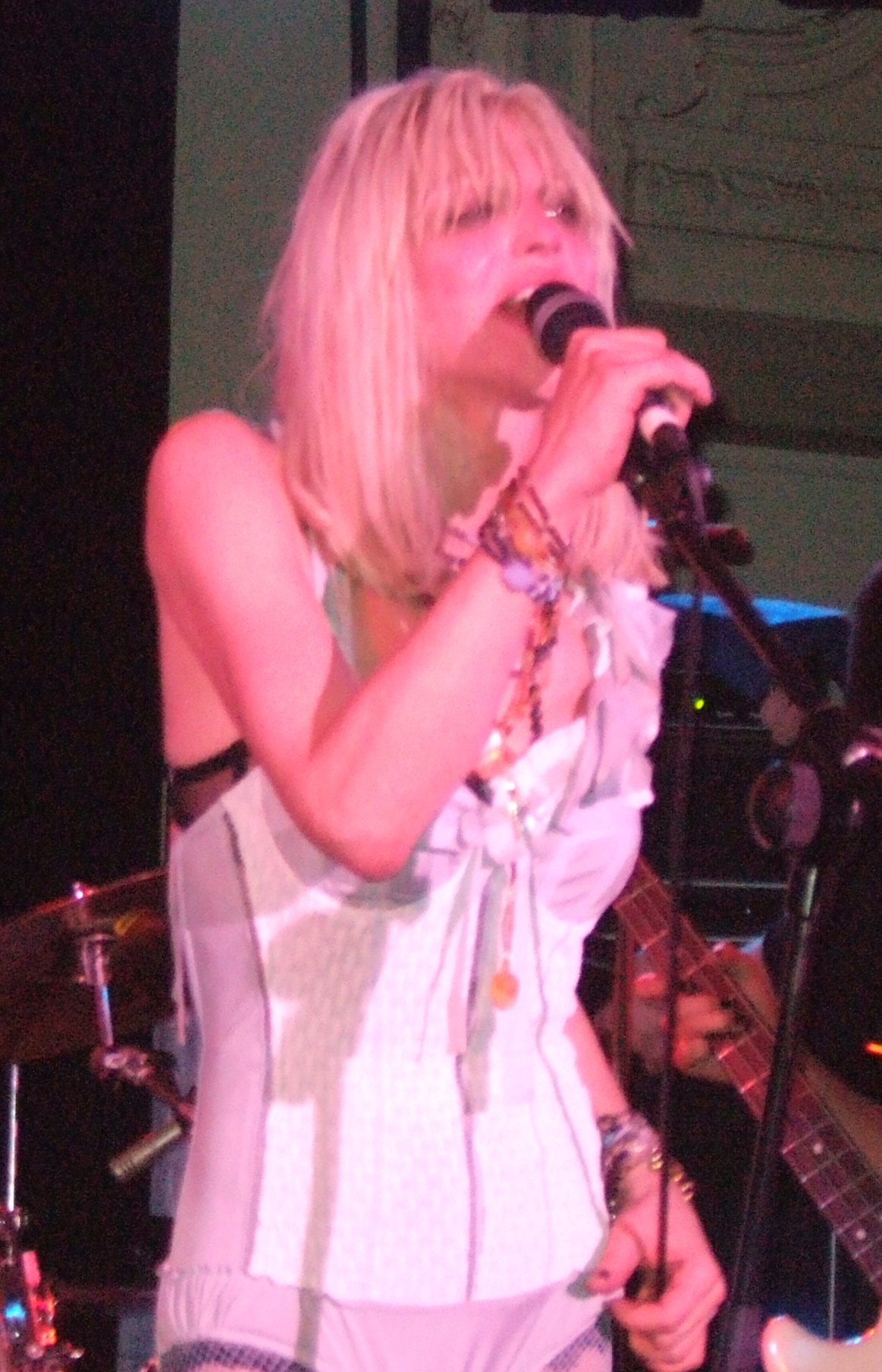
Courtney Love

Kinderwhore era um estilo usado por muitas de bandas de punk rock femininas (bandas de riot grrrls) nos EUA durante o início e meados dos anos 1990.
O estilo kinderwhore consistia em vestidos de aparência infantil ou camisolas, maquiagem pesada, e coturnos ou sapatos Mary-Jane de várias cores. A origem exata do estilo é debatida até hoje, embora seja amplamente aceito que Kat Bjelland da banda Babes in Toyland foi a primeira a defini-lo, e Courtney Love do Hole foi a primeira a popularizá-lo. Christina Amphlett do Divinyls pode ser claramente vista usando peças pertencentes ao estilo kinderwhore na capa do álbum de sua banda em 1983, Desperate.
"Kinder" (palavra de origem alemã) significa infantil ou relacionado à infância em inglês, e "whore" significa "vadia". O nome é devido à mistura da inocência dos vestidos infantis, do tipo babydoll, com a rebeldia da maquiagem pesada e do cabelo desgrenhado.